# (378) Holmia
(378) Holmia – planetoida z pasa głównego asteroid okrążająca Słońce w ciągu 4 lat i 230 dni w średniej odległości 2,78 j.a. Została odkryta 6 grudnia 1893 roku w Observatoire de Nice w Nicei przez Auguste Charloisa. Nazwa planetoidy pochodzi od łacińskiej nazwy miasta Sztokholm. Przed jej nadaniem planetoida nosiła oznaczenie tymczasowe (378) 1893 AP.